# 友松建吾
友松 建吾（ともまつ けんご、1929年5月5日 - 2003年4月3日）は、日本の経営者。古河電気工業社長、会長を務めた。

## 経歴
愛知県名古屋市出身。1952年に東京大学法学部を卒業し、同年に古河電気工業に入社。1977年6月に取締役に就任し、1982年6月に常務、1985年6月に専務、1987年6月に副社長を経て、1989年6月に社長に就任。1995年6月に会長に就任。
1993年4月に藍綬褒章を受章し、1999年11月に勲二等旭日重光章を受章。
2003年4月3日呼吸不全のために死去。73歳没。